# Rudolf Richter (Geowissenschaftler)
Carl Albert Rudolf Richter (* 7. November 1881 in Glatz, Grafschaft Glatz, Provinz Schlesien; † 5. Januar 1957 in Frankfurt am Main) war ein deutscher Paläontologe und Direktor des Senckenberg-Museums in Frankfurt am Main.

## Familie und Ausbildung
Albert Richter war ein Sohn des in Glatz niedergelassenen Arztes Paul Richter, dessen Familie ursprünglich aus Salzburg stammte, und seiner Ehefrau Ottillie Steinhauss (* 1859), welche aus einer Familie hessischer Theologen und Juristen entstammte. Sein jüngerer Bruder Hans wurde später u. a. Reichsanwalt.
Rudolf Richter studierte 1900 bis 1904 Geologie und Naturwissenschaften an der Ludwig-Maximilians-Universität München und der Philipps-Universität Marburg, absolvierte Lehrerexamen und Referendariat und leistete seinen Militärdienst, bevor er Assistent in Marburg bei Emanuel Kayser wurde. 1908 promovierte er dort über Trilobiten aus dem Devon des Rheinlandes.
Verheiratet war Rudolf Richter seit 1913 mit Emma Richter, geborene Hüther, (1888–1956). Sie hatten eine 1924 geborene Tochter.

## Karriere
Rudolf Richter wurde Studienrat in Frankfurt am Main und arbeitete dort zunächst ehrenamtlich für die Senckenberg Gesellschaft für Naturforschung. Im Ersten Weltkrieg war er Offizier und Militärgeologe.
Er habilitierte 1920 in Geologie und Paläontologie an der Johann-Wolfgang-Goethe-Universität Frankfurt am Main. Hier war er ab 1925 außerordentlicher und ab 1934 als Nachfolger von Fritz Drevermann ordentlicher Professor für Geologie und Paläontologie, was er bis zur Emeritierung blieb. Den Karrieresprung schaffte er mit Hilfe der Nationalsozialisten, deren Führerprinzip er im Senckenberg durchsetzte. Anschließend wandte er sich zunehmend vom Nationalsozialismus ab. Um seine Verstrickungen mit dem Nationalsozialismus zu verschleiern, fälschte er nach dem Zweiten Weltkrieg die „Berichte in den Beiratssitzungen [des Forschungsinstituts Senckenberg] von 1933 bis 1944“ zu seinen Gunsten. Rudolf Richter leitete das Geologische Institut auch nach seiner Emeritierung bis 1952.
1932 wurde er geschäftsführender Direktor der Senckenbergschen Gesellschaft für Naturforschung. Von 1934 bis 1946 war er Direktor des Natur-Museums Senckenberg in Frankfurt am Main. Beide Ämter übte er ehrenamtlich aus. Bis zu seinem Tod leitete er die geologisch-paläontologische Abteilung des Museums.
Auf einer Reise nach Rumänien geriet er im Juli 1944 in Kriegsgefangenschaft, aus der er erst zwei Jahre später freikam.

## Wissenschaftliche Schwerpunkte
Richter trat in Deutschland für die Verwendung der internationalen zoologischen Nomenklatur ein und veröffentlichte dazu Einführungen und Richtlinien. 1930 bis 1940 war er als deutscher Vertreter in der International Commission of Zoological Nomenclature.
Schwerpunkt seiner Arbeit waren Trilobiten und ihre Verwendung in der Stratigraphie des Paläozoikums, beginnend mit dem Devon des Rheinischen Schiefergebirges (besonders der Eifel), aber dann auf weitere Zeitepochen und Fundstellen (u. a. Mittelmeerländer) ausgedehnt. Er legte in der Eifel erste Richtschnitte zur genauen Bestimmung stratigraphischer Grenzen an, zuerst in der Prümer Mulde, und förderte die Mikropaläontologie für stratigraphische Zwecke, die von großer ökonomischer Bedeutung in der Erdölgeologie ist. Die Arbeiten wurden im Zweiten Weltkrieg als „kriegswichtig“ eingestuft. Rund 70 Arbeiten seit 1917, meist zu Trilobiten, veröffentlichte er zusammen mit seiner Frau Emma. Richter trug zum Trilobitenband des Treatise on Invertebrate Paleontology bei, nach seinem Tod vervollständigt durch seine Mitarbeiterin Herta Schmidt und seinen Mitarbeiter Wolfgang Struve.
1910 wurde er zum stellvertretenden Schriftführer der neugegründeten Geologischen Vereinigung gewählt.
Rudolf Richter war ein Pionier paläontologischer Studien an rezenten Habitaten und gründete dazu 1928 den Ableger des Senckenberg Instituts in Wilhelmshaven.
1933 war er Präsident der International Paleontological Union.

## Veröffentlichungen und Herausgeberschaften
Von Rudolf Richter stammen über 200 wissenschaftliche Veröffentlichungen (ohne Referate), davon seit 1917 rund 70 Arbeiten zu Trilobiten. Er war erster Herausgeber der 1919 von ihm gegründeten Zeitschrift Senckenbergiana, 1919 bis 1922 und 1931 bis 1944 der Senckenberg-Zeitschrift Natur und Museum, 1931 bis 1944 der Abhandlungen der Senckenbergischen Naturforschenden Gesellschaft und 1928 bis 1930 der Paläontologischen Zeitschrift.

## Mitgliedschaften
Rudolf Richter war Mitglied
- des National Research Council der USA (1929),
- des Institut royale des sciences naturelles de Belgique (1930),
- der Geological Society of London (1950),
- der Akademie von Bologna,
- des geologischen Instituts Lucas Mallada in Madrid.

## Ehrungen
Rudolf Richter war Ehrenmitglied der Paleontological Society und der belgischen geologischen und paläontologischen Gesellschaft.
1951 erhielt er die Hans-Stille-Medaille und weiter die Mammut-Plakette in Gold der Paläontologischen Gesellschaft, an deren Neugründung er 1948 wesentlich beteiligt war und deren erster Vorsitzender er wurde.

## Schriften
- Einführung in die zoologische Nomenklatur durch Erläuterung der Internationalen Regeln. Senckenbergische Naturforschende Gesellschaft, 1943, 2. Auflage 1948
- mit Emma Richter: Die Trilobiten des Ebbe-Sattels und zu vergleichende Arten: (Ordovizium, Gotlandium/Devon). Senckenbergische Naturforschende Ges., Frankfurt am Main, 1954
- mit Emma Richter: Das Kambrium am Toten Meer und die älteste Tethys. Senckenbergische Naturforschende Gesellschaft, Frankfurt a. M., 1941
- mit Emma Richter: Die Fauna des Unter-Kambriums von Cala in Andalusien. Senckenbergische Naturforschende Gesellschaft, Frankfurt a. M., 1941
- mit Emma Richter: Die Saukianda-Stufe von Andalusien, eine fremde Fauna im europäischen Ober-Kambrium. Senckenbergische Naturforschende Gesellschaft, Frankfurt a. M., 1940